# Tapu
Le tapu est une interdiction à caractère religieux pesant sur une personne, un objet, un lieu ou une situation particulière. Le concept de tapu (ou tabu) existe dans plusieurs sociétés polynésiennes - par exemple aux Tonga, aux Samoa, à Wallis-et-Futuna et chez les Maori de Nouvelle-Zélande. Il fait référence à un interdit lié au sacré. En hawaïen, qui est également une langue polynésienne, on trouve le terme proche kapu.
Cette interdiction se distingue par son origine non juridique : elle ne découle pas d'une autorité humaine ou légale, mais d'une force surnaturelle perçue comme punitive en cas de transgression. La violation d'un tapu est considérée comme un écart grave par rapport aux normes sociales établies, entraînant non seulement des conséquences sociales, mais aussi des malheurs attribués à une énergie invisible et malveillante émanant de l'objet ou de la personne touchée.

## Étymologie
Le mot tapu est introduit dans le monde occidental par les récits du voyage de James Cook. Le mot tabou dérive de cette signification ultérieure et date de la visite du capitaine James Cook à Tonga en 1777 qui le retranscrit en anglais sous la forme taboo.
Qu'elles soient polynésiennes ou non, toutes les formes modernes remontent à un étymon proto-océanique reconstitué en *tabu [taᵐbu] , et dont le sens est « interdit, hors limites ; sacré, en raison d’un sentiment de crainte respectueuse devant les forces spirituelles ». Mais cette simplification ne reflète pas pleinement la complexité de sa signification dans les cultures polynésiennes. Le tapu peut être défini comme une « existence avec un potentiel de puissance », un état intrinsèquement lié à l’existence et à la capacité de manifester du mana.
La racine étymologique du mot existe également en dehors des langues polynésiennes, dans la famille austronésienne plus large : par exemple tabu fidjien, Hiw (Vanuatu) toq [tɔkʷ] 'saint, sacré', Mwotlap ne-teq [nɛ-tɛk͡pʷ] « cimetière ».
Quant aux cognats extérieurs à l'océanique, ils semblent être confinés au groupe malayo-polynésien du centre-est, avec une forme reconstructible comme *tambu.
À Hawaï, un concept similaire est connu sous le nom de kapu - /t/ et /k/ sont des variations allophoniques standard dans la phonologie hawaïenne.

## Concept

### Caractère ambivalent dutapu
Le tapu se caractérise par une ambivalence, ou double aspect, distingué par les ethnologues. Il peut être à la fois positif et négatif, favorable ou défavorable selon les circonstances. Certaines personnes investies d'une dignité ou d'une puissance particulière peuvent voir leur sacralité renforcée par leur interaction avec le tapu. À l'inverse, pour d'autres individus, ce contact peut provoquer des effets néfastes.
Lorsqu'une personne entre en contact avec un tapu, que ce soit de manière légitime ou non, elle devient elle-même tapu. Cet état implique qu'elle porte en elle une influence potentiellement nuisible, qui ne pourra être neutralisée qu'à travers un processus de purification.

### Fonction sociale et religieuse
Le concept de tapu varie selon les cultures et les contextes. Le roi et les prêtres sont considérés comme si sacrés que tout ce qu’ils touchent devient tapu. Pour cette raison, le roi doit souvent être nourri par d'autres, et personne ne peut s'approcher de lui, prononcer son nom ou toucher ses biens. Ce système de prohibitions est socialement marqué dans des régions comme la Nouvelle-Zélande et la Polynésie, où il renforce les structures de pouvoir en sanctifiant les hiérarchies. Ainsi, les femmes sont subordonnées aux hommes, les hommes aux chefs, et les chefs au roi. L'une des premières conditions du tapu d'une personne est donc son statut social.
Le tapu est utilisé comme moyen de régulation sociale. Par exemple, dans certaines sociétés polynésiennes comme celles des Tonga ou d’Hawaï, les chefs imposent des interdits pour sanctuariser des lieux ou isoler des personnes. Le Tu’i Tonga rend taboue toute maison dans laquelle il entre, soulignant son statut sacré.
En Polynésie, les prêtres (tohunga en maori, kahuna à Hawaï) jouent un rôle central dans la gestion des tapus. Ces experts, polyvalents dans des domaines comme la navigation ou l’horticulture, sont également chargés de canaliser le mana des divinités, renforçant ainsi leur rôle auprès des chefs et des dirigeants.

### Lien aumana
Dans son essence, le tapu est un état de mise à part ou de sacralisation, souvent associé au mana de ceux ou de ce qui le porte. Un individu ou un lieu tapu n’est pas seulement interdit d’accès ou de contact pour des raisons de pureté spirituelle, mais également en raison du danger potentiel qu’il représente pour ceux qui ne sont pas en mesure de gérer ces forces.
Le tapu ne peut être compris sans son lien étroit avec le mana. Ce dernier représente une force sacrée ou une puissance invisible inhérente à certains individus, objets ou lieux. Le tapu agit comme un cadre permettant de protéger ou de limiter l'accès à ce mana. Par exemple, un chef accumulant du mana par ses exploits militaires ou ses succès politiques devient entouré de nombreux tapu, renforçant ainsi son autorité. Cependant, un chef qui échoue à protéger ou à accroître son mana perd sa légitimité, ce qui peut entraîner son remplacement. Cette dynamique entre tapu et mana reflète un équilibre subtil où l'interdit n'existe que pour garantir le maintien et la transmission d'une puissance sacrée,.

## Différentes formes
Dans les traditions maori et tongiennes, quelque chose qui est tapu (maori) ou tabu (tongien) est inviolable du fait de son caractère sacré. Il peut même être interdit de le mentionner. Un lieu tapu ne doit pas être approché. Une personne tapu, généralement un chef de haut rang, ne doit pas être touchée; ce qu'elle touche devient également tapu. Les tombes des ancêtres sont tapu.
L'un des marqueurs des différentes formes de tapu dans le monde polynésien est l'association du tapu aux femmes dans la Polynésie occidentale, et leur exclusion dans la Polynésie orientale. Les menstruations sont soit perçues comme une forme de perte de mana, soit au contraire comme une source de vitalité.
Chez les Maori, un rāhui est une forme de tapu prononcé par un tohunga et qui jette un interdit, généralement temporaire, sur l'exploitation d'un certain type de ressources naturelles. Il peut s'agir, par exemple, d'interdire l'utilisation du bois d'arbres rares pour des raisons autres que très spécifiques, ou d'interdire la pêche dans un lac, soit pour laisser aux poissons le temps de se reproduire, soit parce qu'une personne s'y est noyée, rendant ainsi l'endroit tapu. Cette forme de tapu sur les ressources se retrouve également dans d'autres sociétés polynésiennes.
Violer un tapu entraîne, d'après les croyances religieuses polynésiennes, un châtiment de l'ordre du surnaturel. Une personne ayant pêché dans un lac tapu tomberait malade ou mourrait, pensait-on, sans avoir à être punie par les hommes. Toutefois, l'explorateur français Nicolas Thomas Marion-Dufresne fut peut-être tué par des Maori en 1772 pour avoir abattu des arbres tapu.
Dans au moins un cas, un chef a déclaré une colonie entière - Auckland, une ville nouvellement fondée par des colons européens - comme tapu, pour clarifier aux autres tribus qu'il la considérait comme sous sa protection. De plus, face à la colonisation de la Nouvelle-Zélande, les chefs décident collectivement de rendre tapu l'ensemble des territoires menacés par les européens. Cette politique se montre inefficace et les incite à envisager la création d'une monarchie maorie.
Le tapu est également encore observé sur les lieux d'échouage des baleines. Les baleines sont considérées comme des trésors spirituels car elles sont les descendantes du dieu de l'océan, Tangaroa, et sont à ce titre tenues en très grand respect. Les sites d'échouage de baleines et toutes les carcasses de baleines provenant d'échouages sont considérés comme des terres sacrées.
Si le système de tapu est particulièrement structuré en Polynésie, son rôle est plus diffus en Mélanésie, où la religion est davantage une affaire de clans ou de familles. Les interdits liés au tapu y sont souvent transmis dans un cadre initiatique, reflet d’une société marquée par le secret.

## Pratiques et perceptions
Les marae en Polynésie orientale ou héiau à Hawaii, illustrent bien l’application du tapu. Ces lieux de culte en plein air sont strictement réservés aux rituels religieux et souvent interdits aux non-initiés. Leur architecture imposante, construite avec de grandes pierres et ornée de crânes humains, frappe l’imagination des premiers explorateurs européens, qui y voient des lieux aussi mystiques qu’effrayants. Les marae sont des espaces où le tapu et le mana se manifestent de manière tangible : les rituels effectués sur ces sites ont pour objectif de renforcer le mana des dieux, des chefs ou de la communauté, tout en respectant des tabous rigoureusement codifiés.
Le tapu s'étend également à des objets sacrés, comme les crânes d’ancêtres. Ces crânes sont considérés comme des réceptacles du mana accumulé par les défunts. Leur conservation implique des rites complexes pour préserver leur pouvoir. Dans certaines régions, comme chez les Maoris, les crânes sont momifiés, tandis qu’en Papouasie, ils sont gravés ou recouverts de terre et de substances naturelles pour recréer l’apparence du défunt. Ces pratiques témoignent d’une croyance dans leur capacité à influencer le monde des vivants. Les crânes-trophées, quant à eux, proviennent d'ennemis tués au combat.
La naissance d’un enfant est un moment de grande tension spirituelle, car un nouveau tapu est créé. Des cérémonies sont alors nécessaires pour protéger l’enfant et équilibrer cette nouvelle force dans la communauté. Un rituel typique consiste à rendre l’enfant noa (profane) après une période de sacralité initiale, souvent par des gestes symboliques comme la coupe des cheveux.
Dans les sociétés polynésiennes, les rituels liés au tapu incluent également des pratiques de purification pour restaurer l'équilibre spirituel après des violations accidentelles. Ces cérémonies sont parfois nécessaires après le contact avec un objet ou un lieu fortement tapu, soulignant le danger que représente l’interaction avec des forces non maîtrisées.
Les explorateurs et missionnaires européens, confrontés au concept de tapu, le comparent aux interdits religieux ou sociaux de leurs propres cultures, le réduisant parfois à une simple superstition. Cependant, le tapu est bien plus qu'un ensemble d'interdits ; il structure profondément les relations entre les individus, les dieux et le monde naturel. Les sociétés polynésiennes, en particulier, développent un système complexe où le tapu servait à organiser la vie quotidienne tout en renforçant l'autorité religieuse et politique.
Aujourd'hui, bien que le contact avec la modernité et les religions monothéistes ait transformé ces pratiques, la notion de tapu reste vivante dans de nombreuses régions océaniennes.